# Eleição municipal de Juazeiro do Norte em 1958
A eleição municipal de 1958 em Juazeiro do Norte aconteceu em 03 de outubro de 1958, com o objetivo de eleger prefeito e vice-prefeito da cidade e membros da Câmara de Vereadores.
O prefeito titular era José Geraldo da Cruz, da UDN. Três candidatos concorreram à prefeitura de Juazeiro do Norte. Antônio Conserva Feitosa, do PSD, foi eleito com 46,87% dos votos. Para Vice-prefeito, três candidatos concorreram ao cargo. Antônio Ribeiro de Melo foi eleito com 38,46% dos votos.

## Candidatos à  prefeito
Nota: a tabela a seguir está organizada por ordem alfabética de candidatos.
| Candidato(a)             | Partido | Partido | Coligação           |
| ------------------------ | ------- | ------- | ------------------- |
| Antônio Conserva Feitosa |         | PSD     | (PSD) Sem coligação |
| Raimundo Viana           |         | UDN     | (UDN) Sem Coligação |
| Teófilo Machado          |         | PTB     | (PTB) Sem coligação |

## Candidatos à vice-prefeito
| Candidato(a)              | Partido | Partido | Coligação           |
| ------------------------- | ------- | ------- | ------------------- |
| Antônio Correia Celestino |         | PRP     | (PRP) Sem coligação |
| Antônio Ribeiro de Melo   |         | PSD     | (PSD) Sem Coligação |
| José Gonçalves de Almeida |         | UDN     | (UDN) Sem coligação |

## Resultados

### Prefeito
| Partido | Partido | Candidato                | Votos | Votos (%) |
| ------- | ------- | ------------------------ | ----- | --------- |
|         | PSD     | Antônio Conserva Feitosa | 4 402 | 46,87%    |
|         | UDN     | Raimundo Viana           | 2 793 | 29,74%    |
|         | PTB     | Teófilo Machado          | 2 197 | 23,39%    |
| Totais  | Totais  | Totais                   | 9 392 |           |
| Fonte:  |         |                          |       |           |

### Vice-Prefeito
| Partido | Partido | Candidato                 | Votos | Votos (%) |
| ------- | ------- | ------------------------- | ----- | --------- |
|         | PSD     | Antônio Ribeiro de Melo   | 3 349 | 38,46%    |
|         | UDN     | José Gonçalves de Almeida | 2 842 | 32,64%    |
|         | PRP     | Antônio Correia Celestino | 2 517 | 28,9%     |
| Totais  | Totais  | Totais                    | 8 708 |           |
| Fonte:  |         |                           |       |           |

### Vereador
| Candidato(a)              | Partido/ Coligação | Votação |
| ------------------------- | ------------------ | ------- |
| Orlando Bezerra           | UDN                | 597     |
| Simplício de Barros       | UDN                | 572     |
| José Alves de Souza       | UDN                | 392     |
| Carlos Alberto Mendonça   | UDN                | 312     |
| Antônio Fernandes Coimbra | UDN                | 306     |
| Antônio Ferreira          | UDN                | 272     |
| Valdyr Sabiá              | PSD                | 287     |
| Ideval de Alencar         | PSD                | 280     |
| Pedro de Santana          | PSD                | 268     |
| Sebastião Lacerda         | PSD                | 264     |
| Luiz Macêdo               | PTB                | 365     |
| José Camilo               | PTB                | 292     |
| Raimundo de Sá e Souza    | PTB                | 233     |
| Manoel Teixeira Filho     | PRP                | 232     |